# داچ کارابین ایرلاینز
داچ کارابین ایرلاینز (به انگلیسی: Dutch Caribbean Airlines) یک شرکت هواپیمایی با کد یاتا K8 است که در ۲۰۰۲ میلادی تأسیس شده‌است. دفتر مرکزی داچ کارابین ایرلاینز در کوراسائو، پادشاهی هلند واقع شده‌است و قطب این شرکت هواپیمایی در فرودگاه بین‌المللی هاتو قرار دارد و به ۱۷ مقصد، پرواز انجام می‌دهد.